# Sin Moo Hapkido
Sin Moo Hapkido is een variant van de Koreaanse zelfverdedigingskunst Hapkido.
Deze Hapkido-stijl werd ontwikkeld door grootmeester Ji Han Jae (지한재, geb. in 1936). Grootmeester Ji Han Jae wordt door sommigen ook gezien als de grondlegger van het moderne Hapkido. Grootmeester Ji Han Jae ontwikkelt het sin moo hapkido sinds 1984 nadat hij gedwongen was om Korea te verlaten om politieke redenen.
- SIN (신) betekent: het mentale of het spirituele.
- MOO (무) betekent: martial art of gevechtskunst.

- HAP (합) staat voor samen en verwijst naar de harmonie van lichaam en geest
- KI (기) staat voor innerlijke kracht.
- DO (도) staat voor de weg, de manier van leven.

## Sin Moo Hapkido in de lage landen
In zowel België als Nederland zijn mensen actief in het beoefenen van Sin Moo Hapkido. Regelmatig komen de leden van organisaties uit beide landen samen om technieken uit te wisselen. Sin Moo Hapkido Nederland valt onder de Belgian/Dutch Sin Moo Hapkido Association, waarvan Rony Dassen de voorzitter is. Rony Dassen is 9e Dan. Hij is door Ji Han-Jae aangesteld als voorzitter van de Benelux. Momenteel kent de organisatie een 10-tal clubs verspreid over België en Nederland. De organisatie werkt met een aantal ondervertegenwoordigers om Sin Moo Hapkido efficiënt uit te dragen over de verschillende provincies.
Vertegenwoordiger voor Nederland is Steven Dassen, 6° Dan Sin Moo Hapkido, 2°Dan Taekwondo.
De hoofdzetel van de organisatie is gelegen te Rekem, België.